# 通俗编
《通俗编》是清代翟灏作的通俗词语、方言考源相关的书籍，共38卷、5456条。

## 內容
《通俗编》作者翟灝是乾隆十九年進士，長期擔任府學教授。他長期收集汉语中的俗语、方言（包括词、词组、基本词汇和成语）。每卷一类，其中三十八类包括有：天文、地理、时序、伦常、仕进、政治、文学、武功、仪节、祝诵、品目、行事、交际、境遇、性情、身体、言笑、称谓、神鬼、释道、艺术、妇女、货财、居处、服饰、器用、饮食、兽畜、禽鱼、草木、俳优、数目、语辞、状貌、声音、文字、故事、识余。每條均舉出出處﹐有的出於經史或筆記。周中孚称此書“搜罗宏富，考证精详，而自成其为一家之书，非他家所能及也”。翟灝同鄉好友梁同書又作有《直語補正》一書，收录《通俗编》所遗漏之条目，或者补充例证，或者订正错误，合计416条﹐原載《頻羅庵遺集》卷十四﹐可與《通俗編》相補充。今本《通俗编》均附有《直語補正》。

## 出版
《通俗编》有乾隆十六年（1751年）无不宜斋刊本。1937年商务印书馆据函海本排印发行，为《丛书集成》之一。此外还有商务印书馆1958年刊本。

## 延伸阅读
- 吴俊. 翟灏在语词研究方面的贡献——读《通俗编》札记[J]. 安顺学院学报, 1994(3):34-38.
- 曲彦斌. 广博精审的《通俗编》[J]. 寻根, 2014(3):85-89.